# Militärordinariat von Paraguay
Das Militärordinariat von Paraguay ist das Militärordinariat in Paraguay und zuständig für die Streitkräfte von Paraguay.

## Geschichte
Das Militärordinariat von Paraguay betreut Angehörige der paraguayischen Streitkräfte katholischer Konfessionszugehörigkeit seelsorgerisch. Es wurde durch Papst Johannes XXIII. am 20. Dezember 1961 als Militärvikariat errichtet. Nach gegenseitigem Beschluss zwischen dem Heiligen Stuhl und der Republik Paraguay befindet sich der Sitz des Militärordinariats von Paraguay in Asunción. Es wurde am 21. Juli 1986 durch Papst Johannes Paul II. mit der Apostolischen Konstitution Spirituali militum curae zur Diözese erhoben.
| Nr. | Name                           | Amt                                      | von              | bis                |
| --- | ------------------------------ | ---------------------------------------- | ---------------- | ------------------ |
| 1   | Augustin Rodríguez             | Titularbischof von Castellum Tingitii    | 7. Dezember 1965 | 1969               |
| 2   | Juan Moleón Andreu             | Titularbischof von Gummi in Proconsulari | 1. Februar 1972  | 20. September 1980 |
| 3   | Eustaquio Pastor Cuquejo Verga | Titularbischof von Aufinium              | 5. Mai 1992      | 15. Juni 2002      |
| 4   | Ricardo Jorge Valenzuela Ríos  |                                          | 24. Mai 2003     | 25. Juni 2010      |
| 5   | Adalberto Martínez Flores      |                                          | 14. März 2012    | 23. Juni 2018      |